# 大院回族乡
大院回族乡，是中华人民共和国四川省广元市青川县下辖的一个乡镇级行政单位。

## 行政区划
大院回族乡下辖以下地区：
明珠社区、锁家村、花果村、青华村社区村、大茅村、竹坝村和建兴村。